# Кицц, Майкл
Майкл Кицц (англ. Michael Kizza; род. 20 апреля 1977, Кампала, Уганда) — угандийский боксёр-профессионал, выступавший в легчайшей, второй легчайшей, полулёгкой, второй полулёгкой и первой полусредней весовых категориях. Чемпион Уганды в полулёгком (1997) и втором легчайшем (2001) весе, чемпион Африканского боксёрского союза во втором полулёгком весе (2002—2003), претендент на титулы: чемпиона мира по версии Всемирной боксёрской федерации (2001), интерконтинентального чемпиона по версии Международной боксёрской федерации (2004), чемпиона тихоокеанского региона по версии Международной боксёрской организации (2005), интернационального чемпиона Германии и чемпиона мира по версии Глобального боксёрского союза (2011).